# Para volver a amar
Para volver a amar, est une telenovela mexicaine diffusée en 2010 - 2011 sur Canal de las Estrellas.

## Distribution
- Rebecca Jones - Antonia Palacios.
- Alejandro Camacho - Braulio Longoria.
- Rene Strickler - Patricio González.
- Nailea Norvind - Valeria Andrade.
- Alejandra Barros - Bárbara Mantilla.
- Juan Carlos Barreto - Jaime Espinosa.
- Zaide Silvia Gutiérrez - Rosaura Pereyra.
- Jesús Ochoa - Rolando Salgar "El Cachetes".
- Mark Tacher - Jorge Casso.
- Sophie Alexander - Maité Duarte.
- África Zavala - Yorley Quiroga.
- Flavio Medina - David Magaña.
- Lisset - Denisse.
- Arap Bethke - Douglas Montemayor
- Édgar Vivar - Renato Villamar.
- Thelma Madrigal - Paolita González Palacios.
- Alfonso Dosal - Sebastián Longoria Andrade.
- Verónica Jaspeado - Marlene Esparza.
- Agustín Arana - Leonardo Torres.
- Magda Guzmán - Conchita Cabrera.
- Delia Casanova - Benigna González
- Danny Perea - Jenny Salgar Pereyra.
- Guillermo Avilan -  César Salgar Pereyra
- Adalberto Parra - Amador
- Gabriela Zamora - Mireya Nieto
- Marcia Coutiño - Charito.
- Alex Sirvent - Alcides.
- Eduardo España - Quintín.
- Ricardo Fastlitch - Plinio
- Pablo Valentín - Marcial.
- Jana Raluy - Miranda Pinto.
- Ricardo Guerra - Pavel.
- Arturo Barba - Román Pérez.
- Claudia Godínez - Jessica.
- Juan Ríos Cantú - Faber.
- Ariane Pellicer  - Cindy.
- María Isabel Benet
- Georgina Pedret - Clarita.
- Cassandra Ciangherotti - Laila.
- Alberto Estrella - Rodrigo Longoria.
- Miguel Pizarro - Andrés.
- Susana González - Doménica.
- Loania Quinzaños - Fanny.
- Karol Sevilla - Monse.
- Juan Verduzco - Enrique Pimentel.
- Justo Martínez - Don Nazario.
- Emmanuel Orenday - Dylan.
- Alex Perea - El Zorro
- Blanca Guerra - Participation spéciale
- Carlos Speitzer - Pandillero
- Jorge de Silva - Sergio Aldama
- Socorro Bonilla - Ofelia

## Autres versions
- El último matrimonio feliz